# Corporate-Real-Estate-Management
Corporate-Real-Estate-Management (CREM) bzw. betriebliches Immobilienmanagement (im deutschen Sprachgebrauch) bezeichnet die erfolgs- und wertorientierte Beschaffung, Verwaltung und Vermarktung von Immobilien in Unternehmen (englisch corporates), deren Kerngeschäfte keinen immobilienspezifischen Fokus haben (engl. non-property companies). Deren Immobilien werden auch betriebliche Immobilien oder Betriebsimmobilien (engl. corporate real estate) genannt.

## Hintergrund
Aufgrund von Umstrukturierungen der Weltwirtschaft steigt der Kapitalbedarf von Unternehmen. Immobilien stellen in diesem Zusammenhang neben Arbeit, Kapital, Technologie und Information eine wichtige Ressource in Hinsicht auf den Finanzierungsbedarf der Unternehmen dar. Von der klassischen Liegenschaftsverwaltung hat sich der Umgang mit dieser Ressource zu einem eigenständigen Unternehmensgeschäftsfeld oder eines „Profit Centers“ mit marktnahem Management geändert. Heute wird daher von einem sogenannten Corporate-Real-Estate-Management gesprochen, bei welchem eine Gewinnerzielung bzw. ein Wertbeitrag für den wirtschaftlichen Erfolg des Unternehmens im Vordergrund steht. Ein großer Teil von Liegenschaften in Deutschland befindet sich im Eigentum von Unternehmen.
Unter Berücksichtigung der Höhe gebundener Finanzmittel, langfristiger Bindungsdauer und mangelnder Korrekturfähigkeit bei Fehlentscheidungen hat ein aktives und ergebnisorientiertes Management von Unternehmensimmobilien in den letzten Jahren an Bedeutung gewonnen. Eine mögliche Herangehensweise ist dabei, dass die Unternehmen die Bewirtschaftung ihrer genutzten Objekte Spezialisten überlassen und ihren Kapitaleinsatz im Immobilienbestand reduzieren, um verstärkt ihren Kernkompetenzen nachgehen zu können. Hierzu werden die unternehmenseigenen immobilienbezogenen Abteilungen ausgegliedert (Outsourcing) oder externe Nachunternehmer beschäftigt (Make or Buy).

## Bestandteile

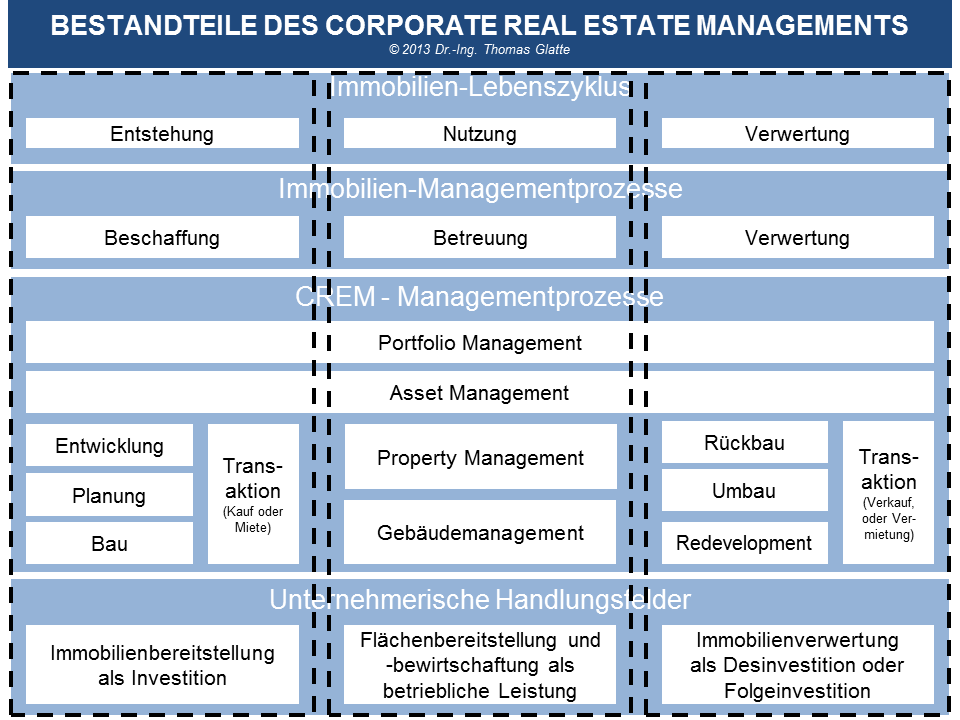
Bestandteile des Corporate Real Estate Managements

Ein professionelles CREM umfasst alle Bestandteile immobilienwirtschaftlicher Leistungen:
- Immobilien-Lebenszyklus: Entstehung-Nutzung-Verwertung
- Immobilien-Managementprozesse: Beschaffung-Betreuung-Verwertung

Daraus ergeben sich folgende Leistungsebenen für das Corporate Real Estate Management:
- Portfoliomanagement
- Asset-Management
- Property Management
- Gebäudemanagement

## Ziele und Nutzen
Ziel ist, die Rentabilität des Unternehmens als Ganzes zu steigern und damit einen wichtigen Beitrag zum Unternehmenserfolg zu leisten. Das CREM betrachtet Immobilien als Wertobjekte und strategische Ressourcen. Es ermöglicht Unternehmen, folgende strategische Teilziele zu erreichen:
- Erkennung und Realisierung von Wertsteigerungspotentialen
- langfristige Minimierung der Immobilienkosten,
- Vermeidung von ungenutzten, überflüssigen, oder ineffizient genutzten Immobilien,
- Schaffung von Optionen für kosteneffiziente und funktionelle zukünftige Expansionen,
- Vertragsrecht mit möglichst großer Flexibilität und geringstmöglichen Kosten,
- Generierung von Cash Flow,
- Effektive Nutzung von Steuervorteilen,
- Risikoeinschätzung/-vermeidung.

Darüber hinaus gilt es bei neu zu entwickelnden Standorten, ein Optimum aus
- möglichst geringem Leerstand,
- Erweiterungsfähigkeit und
- Flexibilität und Anpassbarkeit an Veränderungen des Unternehmens

zu finden.
Die Herausforderung des CRE-Managements besteht darin, diese Möglichkeiten auszuschöpfen und Gewinne daraus zu realisieren, ohne das Kerngeschäft des Unternehmens zu verändern oder anderweitig zu beeinträchtigen.